# Hiendelaencina (kommunhuvudort)
Hiendelaencina är en kommunhuvudort i Spanien.   Den ligger i provinsen Provincia de Guadalajara och regionen Kastilien-La Mancha, i den centrala delen av landet, 90 km nordost om huvudstaden Madrid. Hiendelaencina ligger 1 085 meter över havet och antalet invånare är 143.
Terrängen runt Hiendelaencina är kuperad norrut, men söderut är den platt. Runt Hiendelaencina är det mycket glesbefolkat, med 2 invånare per kvadratkilometer. Närmaste större samhälle är Jadraque, 18,9 km söder om Hiendelaencina. Omgivningarna runt Hiendelaencina är i huvudsak ett öppet busklandskap.